# تاكاهيرو آو
تاكاهيرو آو (باليابانية: 粟生隆寛) مواليد 6 أبريل 1984 في إيتشيهارا، تشيبا، اليابان، هو ملاكم محترف ياباني يصنف ضمن فئة الوزن الخفيف بدأ مسيرته الاحترافية سنة 2003 حيث انتصر في نزاله الأول. حقق بطولة المجلس العالمي للملاكمة.

## إحصائيات
خاض خلال مسيرته 32 نزالا، فاز في 27 وتعادل في 1 وخسر في 3. فاز بالضربة القاضية في 12 نزالا.

## روابط خارجية
- تاكاهيرو آو على موقع بوكس ريك (الإنجليزية) (registration required)